# Trachyspora melospora
Trachyspora melospora är en svampart som först beskrevs av Therry, och fick sitt nu gällande namn av Dietel 1923. Trachyspora melospora ingår i släktet Trachyspora och familjen Phragmidiaceae.   Inga underarter finns listade i Catalogue of Life.